# (S)-ウスニン酸レダクターゼ
(S)-ウスニン酸レダクターゼ（(S)-usnate reductase）は、次の化学反応を触媒する酸化還元酵素である。
反応式の通り、この酵素の基質は2-アセチル-6-(3-アセチル-2,4,6-トリヒドロキシ-5-メチルフェニル)-3-ヒドロキシ-6-メチル-2,4-シクロヘキサジエン-1-オンとNAD+、生成物は(S)-ウスニン酸とNADHとH+である。
組織名はreduced-(S)-usnate:NAD+ oxidoreductase (ether-bond-forming)で、別名にL-usnic acid dehydrogenaseがある。